# Gelis tenerifensis
Gelis tenerifensis är en stekelart som beskrevs av Schwarz 1993. Gelis tenerifensis ingår i släktet Gelis och familjen brokparasitsteklar. Inga underarter finns listade i Catalogue of Life.